# Jornal da MTV
Jornal da MTV foi um telejornal musical exibido pela MTV Brasil de 2002 a 2007.

## História
Inicialmente o programa era apresentado por Fábio Massari, indo ao ar semanalmente, com notas rápidas ao longo da programação. No ano seguinte, Edgard Piccoli e Rafael Losso assumiram o comando da atração, que passou a ser diário.
Em 2005, após sair do comando do Disk MTV , Sarah Oliveira assume o comando da atração ao lado do veterano Rafael Losso e que no ano seguinte (2006) seriam substituídos por Carla Lamarca e Léo Madeira.
Em 2007 o jornal passou a ser apresentado por Luisa Micheletti e Léo Madeira, sendo exibido ao vivo de segunda a sexta-feira às 20h30, e desta vez com uma banda convidada tocando ao vivo. É possível assistir o programa pela televisão e pela internet ao vivo, no site da MTV e no site do Jornal da MTV. Toda sexta-feira havia uma edição especial com uma coletânea das bandas da semana tocando músicas que não foram ao ar.
O programa foi extinto 28 de dezembro de 2007, dando lugar ao Notícias MTV em Março de 2008.
1. 1 2 3 4 5  Gomes, Itania Maria Mota (2011). Gêneros televisivos e modos de endereçamento no telejornalismo. Salvador: SciELO - EDUFBA. p. 75